# Walter Tuchscheerer
Walter Tuchscheerer (* 30. Januar 1929 in Oelsnitz; † 10. April 1967 in Berlin) war ein deutscher marxistischer Ökonom, der eine der ersten ausführlichen Arbeiten über die Frühgeschichte zentraler Kategorien der Marxschen Kritik der politischen Ökonomie vorlegte.

## Leben
Tuchscheerers Vater war ein in Oelsnitz bekannter KPD-Funktionär, der nach 1933 unter anderem im KZ Sachsenburg festgehalten wurde, anschließend unter Polizeiaufsicht stand und einige Jahre lang keine Anstellung mehr fand. Im Sommer 1945 trat Walter Tuchscheerer 16-jährig der KPD bei und wurde 1949 an die Arbeiter-und-Bauern-Fakultät der Universität Leipzig delegiert. 1951 begann er ein Studium an der Hochschule für Ökonomie in Berlin-Karlshorst, wechselte aber noch im gleichen Jahr an die Moskauer Lomonossow-Universität, wo er 1957 mit einer Arbeit über die Mehrwerttheorie in den Grundrissen mit Auszeichnung abschloss. Nach seiner Rückkehr in die DDR erhielt er eine Stelle am Institut für Wirtschaftswissenschaften der Akademie der Wissenschaften und arbeitete dort an seiner Dissertation (Die Herausbildung und Entwicklung der Werttheorie bei Karl Marx (1843 bis 1858)), die er im Juni 1963 einreichte. Das von Tuchscheerer gewählte Thema war wissenschaftliches Neuland, da in der DDR bis zu diesem Zeitpunkt nur eine einzige Doktorarbeit über einen Teilaspekt dieser Problematik vorlag und auch die Marxforschung des westlichen Auslands „sich so gut wie überhaupt nicht mit der Herausbildung und Entwicklung der ökonomischen Theorie des Marxismus beschäftigt[e], sondern ihr Schwergewicht auf allgemein biographische, soziologische und vor allem philosophische Fragen verlegt[e].“ Die Gutachter empfahlen die rasche Veröffentlichung der Arbeit. Tuchscheerer allerdings zögerte und plante stattdessen, auf der Grundlage der bis dahin gewonnenen Erkenntnisse eine umfassende begriffsgeschichtliche Darstellung der gesamten Marxschen ökonomischen Theorie von den Anfängen bis zum Kapital zu schreiben. Das einschlägige Manuskript war erst in Ansätzen ausgearbeitet, als Tuchscheerer nach kurzer Krankheit im Alter von 38 Jahren verstarb. Seine Ehefrau und einige Mitarbeiter der Akademie der Wissenschaften stellten aus den nachgelassenen Texten und der Doktorarbeit eine Monographie zusammen, die 1968 – in der Bundesrepublik erschien fast gleichzeitig Roman Rosdolskys Zur Entstehungsgeschichte des Marxschen „Kapital“ – unter dem Titel Bevor „Das Kapital“ entstand im Akademie-Verlag in einem Vorwort seiner Frau Gerda veröffentlicht wurde.  Im April 1965 wurde im Institut für Marxismus-Leninismus beim ZK der SED ein Arbeitskreis „Marx-Engels-Forschung (Politische Ökonomie)“ gegründet, dessen stellvertretender Leiter Tuchscheerer war.

## Veröffentlichungen (Auswahl)
- Die historische Bedeutung der Gründung der Kommunistischen Partei Deutschlands. In: Horst Heiniger: Ökonomisch-historische Aufsätze zur Novemberrevolution in Deutschland und zur Gründung der KPD. Berlin 1958, S. 95–134.
- A. A. Wagin: Wirtschaftsgeschichtliche Probleme im Geschichtsunterricht. Methodische Anleitung. Übers. von R. F. Schmiedt u. Walter Tuchscherer. Für die dt. Leser bearb. von Herbert Mühlstädt. Verlag Volk und Wissen, Berlin 1959.
- Bericht über die Marx-Engels-Forschung in der DDR auf dem Gebiet der politischen Ökonomie. In: Beiträge zur Geschichte der Arbeiterbewegung. Berlin 1962, Sonderheft, S. 73–99.
- Die Herausbildung und Entwicklung der Werttheorie bei Karl Marx (1843–1858). Dissertation. Hochschule für Ökonomie, Berlin 1963.
- N. K. Karatajew u. a.: Geschichte der ökonomischen Kehrmeinungen. Übers. aus dem Russ.von W. Tuchscheerer u. a. Verlag Die Wirtschaft, Berlin 1965.
- Bevor „Das Kapital“ entstand. Die Entstehung der ökonomischen Theorie von Karl Marx. Akademie-Verlag, Berlin 1968 . (Lizenzausgabe Pahl-Rugenstein Verlag, Köln 1968)
- Zur Entwicklung der ökonomischen Lehre von Karl Marx. Die Umwälzung der gesammten ökonomischen Theorie in den „Grundrissen der Kritik der politischen Ökonomie“. In: Beiträge zur Geschichte der Arbeiterbewegung. Berlin 1968, Sonderheft, S. 75–97.